# Materiale domestico
Materiale domestico è un album raccolta della cantante italiana Nada, pubblicato nel 2019 dall'etichetta discografica Woodworm.

## Descrizione
Doppio album, registrato in casa, che contiene venti provini del periodo 1986-2019 più quattro inediti, Ho perso la testa, Come una roccia, Berlino e Fuga di gas. Parole e musica di Nada.

## Tracce

### CD 1
1. Dove sono i tuoi occhi – 3:38
2. Due giorni al mare – 3:43
3. Una pioggia di sale – 4:00
4. Alzati all'alba – 3:18
5. L'estate sul mare – 4:01
6. L'ultima festa – 4:28
7. Sonia – 4:39
8. Il tuo Dio – 3:45
9. La mia anima – 3:53
10. Chiodi – 4:22
11. Distese – 4:13
12. Luna in piena – 4:16

Durata totale: 48:16

### CD 2
1. Senza un perché – 3:39
2. Asciuga le mie lacrime – 4:50
3. Tutto l'amore che mi manca – 5:26
4. Giulia – 3:36
5. La musica antica – 4:03
6. Ho perso la testa – 3:27
7. Come una roccia – 3:43
8. La gallina – 3:58
9. Guarda quante stelle – 3:42
10. My love – 3:24
11. Berlino – 4:35
12. Fuga di gas – 3:21

Durata totale: 47:44

## Formazione
- Nada – voce